# Anolis johnmeyeri
Anolis johnmeyeri (аноліс Меєра) — вид ігуаноподібних ящірок родини анолісових (Dactyloidae). Ендемік Гондурасу.

## Поширення і екологія
Аноліси Меєра мешкають в горах Сьєрра-де-Омоа в департаменті Кортес та в горах Кебрада-Гранде в департаменті Копан, а також у Національному парку Серро-Азул. Вони живуть в гірських хмарних лісах, на висоті від 1340 до 2000 м над рівнем моря. Зустрічаються в підліску та серед опалого листя.

## Збереження
МСОП класифікує цей вид як такий, що перебуває під загрозою зникнення. Anolis johnmeyeri загрожує знищення природного середовища.